# Jaroslav Novotný (1903–1976)
Jaroslav Novotný (21. března 1903 Smečno – 10. června 1976 Gottwaldov) byl český režisér, kameraman, pedagog, který se zasloužil o používání audiovizuálních záznamů (filmu a fotografií) jako školních vzdělávacích pomůcek. Jeho úsilí došlo úspěchu dne 3. 11. 1936, kdy ve sbírce zákonů vyšel Výnos ministerstva školství a národní osvěty o schválení používání světelných obrazů, zejména školních filmů, jako učebních pomůcek v národních školách, v učitelských ústavech, v odborných a v živnostenských pokračovacích školách. Režijně se podílel na všech dokumentárních filmech z cest Jiřího Hanzelky a Miroslava Zikmunda. Stál u vzniku vietnamského filmového školství.

## Život
Jaroslav Novotný se narodil 21. března 1903 ve Smečně u Slaného v rodině obuvníka Jana Novotného a jeho manželky Antonie, rozené Hilmerové. V rodišti vychodil v letech 1909–1914 obecnou školu, v letech 1914–1918 vystudoval reálné gymnázium ve Slaném. V roce 1919 nastoupil Novotný na Evangelický reformní učitelský ústav v Čáslavi, který ukončil roku 1923 s aprobací matematika a výtvarná výchova. Významně se podílel na zavedení filmů a diapozitivů jako didaktické školní pomůcky do výuky. Jako filmař působil na filmových ateliérech ve Zlíně. Pomáhal se založením vietnamského filmového školství. Podílel se na dokumentární tvorbě cestovatelů Jiřího Hanzelky a Miroslava Zikmunda. Po nuceném odchodu do důchodu se věnoval fotografii, především tvorbě stereokotoučků. K filmu se částečně vrací při psaní scénáře pro dokumentární film o Hermíně Týrlové, při psaní však 10. června 1976 umírá.

## Učitel
První školou, na které Jaroslav Novotný působil se stala obecná škola v Jedomělicích, kde učil v letech 1923–1928. Během svých prvních učitelských let také absolvoval v letech 1925–1927 čtyři semestry studia na Vysoké škole pedagogické v Praze. V roce 1927 složil v Českých Budějovicích zkoušky učitelské způsobilosti pro obecné školy. Rok na to složil také učitelské zkoušky pro výuku hry na housle a roku 1929 učitelské zkoušky pro výuku ručních prací.
V roce 1928 začal Jaroslav Novotný učit na I. měšťanské škole ve Slaném. Tímto začíná také jeho intenzivní spolupráce s Exkurzním odborem Svazu učitelstva měšťanských škol v Československu, které pořádalo poznávací cesty pro učitele. Jaroslav Novotný pořádané cesty často organizoval, zastával i funkci průvodce. Spolu se svým přítelem Jaroslavem Bastlem, jednatelem Osvětového sboru ve Slaném, po návratech z cest pořádali besedy, jež doplňovali o promítání diapozitivů a filmů. Svých diapozitivů začal Novotný využívat i ve výuce při výkladu učiva. Jakmile se to však dozvěděli ostatní učitelé, byl předvolán do Prahy na školský inspektorát, kde mu oznámili, že neschválené učební pomůcky lze používat jen na pokusných školách.
1. září 1932 nastupuje Novotný v zájmu rozvoje školního filmu jako učitel na Masarykovu pokusnou diferencovanou měšťanskou školu ve Zlíně, která byla významně financována firmou Baťa.
V roce 1933 předložil Jaroslav Novotný vedení firmy Baťa návrh na využití filmu ve vyučování. Plán byl přijat a ještě téhož roku škola dostala kameru na 16mm film.

## Filmař
První film, který Jaroslav Novotný natočil ve Zlíně, se jmenoval Jak žijeme a pracujeme na měšťanské pokusné škole ve Zlíně (1934).
Za účelem výroby a propagace školních filmů byla Jaroslavu Novotnému od 12. října 1934 poskytnuta ministerstvem školství neplacená dovolená, jenž trvala až do 31. srpna 1949, kdy se definitivně vzdal školní služby.
Koncem roku 1935 reklamní oddělení předložilo vedení ﬁrmy Baťa plán, který si kromě výroby reklamních, dokumentárních a naučných filmů, kladl za cíl založení a postupné vybudování výroby školních ﬁlmů. Firma Baťa plán akceptovala a v roce 1936 zřídila při svém ﬁlmovém oddělení sekci pro výrobu 16mm školního ﬁlmu. V témže roce vznikl ve Zlíně první školní ﬁlm Belgie.
Za účelem distribuce školních filmů se dočasně zřídila půjčovna školních filmů ve Zlíně, kterou 1. 6. 1937 nahradila celostátní síť půjčoven, tu pomohla vybudovat Alice Masaryková, předsedkyně tehdejšího Československého červeného kříže. Spolupráce vyústila roku 1937 tvorbou o životě Tomáše Garrigue Masaryka Poslední léto T.G.M..
Pro popularizaci školního filmu mezi kantory a kinoamatéry v roce 1936 založil Jaroslav Novotný časopis Objektiv, který nejprve vycházel jako příloha k časopisu Tvořivá škola (1936–1939) a po zrušení časopisu Tvořivá škola vycházel Objektiv samostatně (1940–1942).
Na přelomu 30. a 40. let točil Novotný především školní filmy a to např. Lomený paprsek (1939), Slovácká kubaňa (1940), nebo snímek Bourec morušový, který zaujal použitím makro záběrů pro přiblížení života hedvábníků a získal tak ocenění na Filmových žních roku 1941 a Národní cenu ministra průmyslu, obchodu a živností.
Po znárodnění české kinematografie byl Jaroslav Novotný dočasně jmenován vedoucím tvůrčí skupiny ve studiu Zlín (do února 1948). Zlínský filmový ateliér byl roku 1949 pod vedení Krátkého filmu Praha (již jako Filmové studio Gottwaldov). Tato reorganizace přinesla nová témata – instruktážní, dokumentární a populárněvědecké filmy.
Roku 1957 vyhrává jeden ze školních filmů Jaroslava Novotný cenu na Mezinárodním filmovém festivalu v Benátkách a to film Změny skupenství 1 (1955), který natočil ve spolupráci s Univerzitou Palackého v Olomouci. Pro úspěch se natočilo i pokračování (1958).
V roce 1957 také započala spolupráce Novotného s vietnamskou vládou, která hledala v Československu pomoc se založením filmového školství. Ve Vietnamu natočil Jaroslav Novotný celkem 6 dokumentárních filmů.
Mimořádnou úlohu sehrál Novotný v natáčení dokumentárních filmů Jiřího Hanzelky a Miroslava Zikmunda, kterým poskytoval korespondenční výuku filmování. Podílel se jak na natáčení, tak na režii. Prosazoval záběry cestovatelů z cest pro účely školního filmu. Kvůli indispozici Miroslava Zikmunda se Novotný účastnil části druhé cesty, díky jeho přítomnosti mohl vzniknout celovečerní film Je-li kde na světě ráj (1961).
Po okupaci Československa je roku 1969 Jaroslav Novotný za práci s cestovateli Hanzelkou a Zikmundem, kteří se otevřeně vyslovili proti vstupu okupačních vojsk do Československa, připraven o možnost dokončit práci na materiálu Jiřího Hanzelky a Miroslava Zikmunda. Československá televize přestala vysílat připravené filmové reportáže. Jaroslav Novotný je donucen odejít do důchodu.

## Filmografie
Do roku 1945 neexistuje úplná filmografie, neboť mnoho filmů bylo podepisováno kolektivně, např. F. Šestka což znamenalo, že na filmu pracovalo šest tvůrců (obvykle ve složení Hackenschmied, Klos, Kolda, Míček, Novotný, Pilát), A. H. Pantok – filmová pětka (?).
Řada filmů se nedochovala, protože byla zničena jednak při požáru filmového studia v 9. února 1944, kdy byl zničen i příruční filmový archiv, a potom při požáru Studijního ústavu 2. května 1945 při osvobozování Zlína. Ve Studijním ústavu totiž byla uložena filmotéka Jaroslava Novotného a archiv.
Filmy natočené do roku 1945, na nichž se Jaroslav Novotný prokazatelně podílel:
1934
- Jak žijeme a pracujeme na měšťanské pokusné škole ve Zlíně (režie, dokument 16 mm)
- Zmýlená neplatí (režie, reklamní)

1935
- Dýchej zhluboka (pravděpodobně produkce a podíl na kameře, reklamní)
- Hledá se paní Polášková (pravděpodobně produkce a podíl na kameře, reklamní)
- Nová píseň (pravděpodobně produkce a podíl na kameře, reklamní)

1936
- Belgie (režie, kamera, školní)
- Koželužství (režie, instrukční)

1937
- Poslední léto TGM (režie, podíl na kameře, dokumentární)

1938
- T. G. Masaryk (režie, podíl na kameře, školní verze Posledního léta)
- Guma (režie, školní, z materiálů natočených Alexandrem Hackenschmiedem v Indii)
- Krize (Crisis) (podíl na kameře, dokumentární film o působení nacistů v českém pohraničí režie Herbert Kline, americký dokumentarista, hlavní kamera-man Alexander Hackenschmied, film byl dokončen v roce 1939 v USA)

1939
- Lomený paprsek (režie, podíl na kameře, školní)
- Čechy a Morava (režie, populárně vědecký)

1940
- Slovácká kubaňa (režie, kamera, populárně vědecký)
- Človíčkové (produkce a podíl na kameře, dokumentární)

1941
- Bourec morušový (režie, kamera, populárně vědecký)
- Oči to nevidí (spolupráce na námětu, školní)

Filmy natočené po roce 1945, které Jaroslav Novotný režíroval:
- 1946
- Nářadí a práce dřevorubce (instrukční)
- Svážení polenového dřeva (instrukční)
- 1947
- Dřevo jde z hor (populárně vědecký)
- Traktory jedou do lesa (populárně vědecký)
- 1948
- Filmový festival ve Zlíně (reportážní)
- Není prase jako prase (instrukční)
- Píseň práce (dokumentární)
- Svářeči (instrukční)
- 1949
- Gottwaldov zahajuje (dokumentární)
- První týden města Gottwaldov (dokumentární)
- Strojírny Malenovice (dokumentární)
- Vrbové proutí (instrukční)
- 1950
- Lesní traktor (instrukční)
- Skořepiny (populárně vědecký)
- 1951
- Svařování plamenem, díl 1-5 (instrukční)
- Zelená stráž (populárně vědecký)
- Žampion (populárně vědecký)
- 1952
- Tatra P 19720 (populárně vědecký)
- 1953
- Svařování elektrickým obloukem, díl 2-5 (instrukční)
- 1954
- Komín (budování základů) (instrukční)
- Svařování plamenem, díl 6-9 (instrukční)
- 1955
- Automatická kopírovací fréza (reklamní)
- Obloukové svářečky MEZ (reklamní)
- Změny skupenství I.	(školní)
- 1956
- Stavba komína (instrukční)
- Svářecí lis VÚS-250 (reklamní)
- Svářečka na tupo TP-60 (reklamní)
- Svařovací souprava Argon TSA-350 (reklamní)
- 1957
- Bedalong (populárně vědecký)
- Redukovací automat KRA-8 (reklamní)
- Svářečky na tupo TAU 40 (reklamní)
- 1958
- Na řekách Vietnamu (populárně vědecký)
- Na vietnamských tržištích (populárně vědecký)
- Vietnamský prales (populárně vědecký)
- Změny skupenství II. (školní)
- 1959
- Vietnam a jeho lid (populárně vědecký)
- Vietnam buduje (populárně vědecký)
- 1960
- Na prahu třetí pětiletky (dokumentární)
- 1967
- Televizní technika III. (školní)
- 1968
- Televizní technika IV. (školní)
- Vietnam v míru a v boji (střihový)

Významný byl podíl Jaroslava Novotného na definitivní podobě filmů cestovatelů Ing. Jiřího Hanzelky a Ing. Miroslava Zikmunda z obou jejich cest:
- 1952
- Afrika I. (celovečerní dokumentární film)
- Lihovary v Argentině
- Motocykly v Quatemale
- Ostrovy milionů ptáků
- Za tučňáky, lvouny a velrybami
- 1953
- Afrika II. (celovečerní dokumentární film)
- Afričtí trpaslíci
- Lovci lebek
- V pravlasti kávy
- Zrození sopky
- 1954
- Z Argentiny do Mexika (celovečerní dokumentární film)
- 1956
- Býčí zápasy
- 1960
- Je-li kde na světě ráj (celovečerní širokoúhlý dokumentární film)
- Beit el Lachne
- Cedry na Libanonu
- Haššaš
- Chán Šejchůn
- Na arabském trhu
- Na prahu indického světadílu
- Nad zálivem svatého Jiří
- Návštěvou u beduínů
- Noria
- Pozdrav z Halebu
- Pozdrav ze Středního východu
- Sálim el Kerím
- 1961
- Byl Bismarck v Kašmíru
- Cestou hrdinů
- Čarodějové na Dalu
- Epocha mladých ve Šrínagaru
- Jak daleko je z Cejlonu do Arizony
- Jste moji starší bratři
- Mezi nebem a zemí
- Město pod kamennou lavinou
- Pod našimi okny
- Pozdrav z Pravarsenapury
- Řeka života
- Šikára, gondola asijských Benátek
- U lesáků pod Velkým Himalajem
- Umíte číst červíčky
- Ve Šrínagaru straší
- Velké prádlo
- Zač je datle v Iráku
- Zná Kašmír kašmírské šátky?
- 1962
- Cestou za Metuzalémy
- Čajová dresúra na Cejloně
- Dva póly Tirukunámalé
- Esala perahero
- Kurdistan (1. a 2.díl)
- Mezi svými
- S kamerou do Velkého Himalaje
- Skoupá perla Tamilů
- V moci ohně a bohů
- Vzkříšení sinhálské země
- Závod století
- 1963
- Bangka, loterie s dvojitou zárukou
- Bohyně chce krev
- Královské M
- Na stezce lovců lebek
- Pod sopkou Merapy
- Z bláta do louže
- 1964
- Dobrou chuť, lidé zítřka
- Dravci nebo oběti
- Javanské solo
- Jezdí se vlevo, ale…
- Kdyby všichni bozi světa
- Kouzelníci z Asahi
- Kusamba loví v noci
- Lontar
- Město dvakrát zrozené
- Pravěk v rokli mrtvých
- Řasy nejsou brvy
- Tókio největší na světě
- 1965
- Darvaz
- Do země dálné a nejbližší
- Jací jsou jaci
- Jenisej
- Křest mrazem
- Máj klepe na dveře
- Medvědí ledovec
- Město voják
- Není všechno zlato světa
- Neříkej velkolepý
- Pamír
- Půlnoční slunce
- Sibiřská nafta
- Slaná hora
- Směr západ
- Ulak
- V zaaltajských horách
- Zkuste to s bidýlky
- Zlato dálného východu

## Vyznamenání a ocenění
- r. 1941 Národní cena a Hlavní cena Filmových žní
- r. 1955 Vyznamenání Za vynikající práci – za vynikající úspěchy v oboru školních a instrukčních filmů
- r. 1956 Cena za kolekci populárně-vědeckých filmů na mezinárodní přehlídce na universitě v italské Padově
- r. 1957 Stříbrný lev Sv. Marka na mezinárodním festivalu dokumentárních filmů v Benátkách za film Změny skupenství
- r. 1963 Vyznamenání Za vynikající práci – za průkopnickou práci v oboru školních, populárně-vědeckých a dokumentárních filmů při příležitosti životního jubilea
- r. 1967 Čestné uznání za dosavadní záslužnou práci při řízení porot všech brněnských seminářů a přehlídek zemědělských filmů; udělilo Ministerstvo zemědělství a výživy, Československý státní film a ostatní spolupořadatelé
- r. 1973 Čestné uznání za obětavou a nadšenou práci pro uskutečnění a rozvinutí této nejmasovější filmové akce v ČSSR; udělil Štáb filmového festivalu pracujících v Gottwaldově u příležitosti 25. výročí konání FFP
- r. 1974 Plaketa za dlouholetou obětavou práci pro rozvoj a uplatnění odborných zemědělských a potravinářských filmů; udělilo Ministerstvo zemědělství a výživy u příležitosti Mezinárodního festivalu zemědělských a potravinářských filmů v Brně